# Мы — лучшие!
«Мы — лучшие!» (швед. Vi är bäst!) — фильм шведского режиссёра Лукаса Мудиссона. Мировая премьера состоялась 31 августа 2013 года.

## Сюжет
События фильма происходят в 1982 году. Бобо и Клара, ученицы 7-го класса, любящие панк, решают создать музыкальную группу, несмотря на своё неумение играть на музыкальных инструментах и даже отсутствие таковых. В качестве музыкального наставника они приглашают в группу старшеклассницу Хильду, ежегодно исполняющую классику на акустической гитаре во время осеннего школьного концерта. Первая любовь, первый алкогольный опыт, первое концертное выступление. Всё пронизано любовью к музыке. Эта музыка — панк.

## В ролях
- Мира Баркхаммар
- Мира Гросин
- Лив Лемойн
- Александр Карлссон
- Маттис Виберг
- Анна Райдгрен
- Питер Эрикссон
- Чарли Фальк
- Давид Денсик

## Номинации и награды
Фильм был показан на многих кинофестивалях, получил несколько призов, в том числе гран-при Кинофестиваля в Токио.